# Leuconitocris similis
Leuconitocris similis é uma espécie de escaravelho da família Cerambycidae.  Foi descrito por Charles Joseph Gahan em 1894.